# Dagbladet Information
Dagbladet Information és un diari danès amb seu a Copenhaguen, publicat de dilluns a dissabte.

## Història i perfil
Dagbladet Information va ser fundat i publicat pel moviment de resistència danès el 1943 durant la Segona Guerra Mundial. El diari va ser editat per Børge Outze i va ser il·legal durant la guerra, ja que no estava regulat per la potència ocupant alemanya. Després de l'alliberament el 5 de maig de 1945, Dagbladet Information va ser una realitat i es va fundar oficialment l'agost de 1945. Outze va continuar treballant com a editor en cap del diari fins a la seva mort el 1980.
A la dècada de 1970, Dagbladet Information era un dels mitjans de comunicació alternatius juntament amb Politisk Revy a Dinamarca i cobria totes les dimensions dels nous moviments socials.
El diari, que tot i ser políticament independent, és considerat com a liberal d'esquerres i d'esquerres per alguns, però conegut per ser igualment crític en el seu punt de vista amb totes les organitzacions polítiques. Imprimeix cartes de figures conservadores destacades i intenta mostrar diverses opinions d'un mateix tema. El to és seriós i el nombre de gràfics i imatges és limitat, comparable al diari francès Le Monde. Té un acord de sindicació amb el diari britànic The Guardian, i sovint col·labora amb The Independent per a articles i informes. El diari cobreix articles analítics en profunditat.
Dagbladet Information es va publicar en format de diari de gran format fins al 30 de novembre de 2004, quan va canviar a un format compacte.
El 8 de setembre de 2006, el diari va imprimir sis de les entrades menys ofensives de l'exposició de caricatures de l'Holocaust iranià, que va ser una resposta a la controvèrsia sobre les caricatures de Mahoma del Jyllands-Posten. L'editor va triar les caricatures després de consultar el rabí principal de Copenhaguen.
La periodista danesa Mette Davidsen-Nielsen va ser la directora general del diari del 2010 al 2016.